# Новоорловка (Оренбургская область)
Новоорловка — посёлок в Беляевском районе Оренбургской области в составе Бурлыкского сельсовета.

## География
Находится на берегу реки Урал на расстоянии примерно 8 километров по прямой на восток от районного центра села Беляевка.

## Климат
Климат континентальный с холодной часто малоснежной зимой и жарким, сухим летом. Средняя зимняя температура −15,8 °C; Средняя летняя температура +21,2 °C. Абсолютный минимум температур −44 °C. Абсолютный максимум температур +42 °C. Среднегодовое количество осадков составляет 320 мм в год.

## История
Основан был как хутор рядом с аулом Карагашта (аул № 2) в Бурлинской волости, скорее всего, в лето 1916 года. В 1930-31 году был организован колхоз «Карагаштинский», который в 1957 году был реорганизован в одно из отделений совхоза «Бурлыкский».

## Население
Постоянное население составляло 220 человека в 2002 году (казахи 60 %), 178 человек в 2010 году.